# Oulad Sidi Abdelhakem
Oulad Sidi Abdelhakem (àrab أولاد سيدي عبد الحاكم) és una comuna rural de la província de Jerada de la regió de L'Oriental. Segons el cens de 2014 tenia una població total de 2.207 persones.